# Хюттер, Геро
Геро Хюттер (нем. Gero Hütter; родился 18 декабря 1968 года) — немецкий гематолог. Хюттер и его медицинская команда пересадили костный мозг, в котором отсутствовал ключевой рецептор ВИЧ, пациенту с лейкемией Тимоти Рэю Брауну, который также был заражён вирусом иммунодефицита человека (ВИЧ). Впоследствии циркулирующий ВИЧ у пациента упал до неопределяемого уровня. Этот случай широко освещался в СМИ и Хюттер был назван одним из «берлинцев года» за 2008 год по версии газеты «Берлинер моргенпост».